# Stabile Rissausbreitung
Die stabile Rissausbreitung erfolgt unter ständigem Exergieverbrauch und kann im Endeffekt zu einem makroskopischen Zähbruch führen.
Ein Prozess der stabilen Rissausbreitung, der sich über einen langen Zeitraum erstreckt, wird als subkritisches (allmähliches) Risswachstum bezeichnet. Es ist charakteristisch für den Ermüdungsbruch, den Kriechbruch und den Bruch infolge Spannungsrisskorrosion.